# SBB řada Ce 6/8 II
Ce 6/8II (později část přeznačena na Be 6/8II) je elektrická lokomotiva Švýcarských spolkových drah původně určená pro vozbu nákladních vlaků na Gotthardské dráze. Charakteristický tvar těchto lokomotiv a jejich mladších sester řady Ce 6/8III dal vznik světoznámé přezdívce krokodýl.

## Vznik a vývoj
30. června roku 1917 objednaly SBB čtyři zkušební elektrické lokomotivy – Be 4/6 12301, Be 4/6 12302, Ce 6/8I 14201 a Be 3/5 12201. Tyto čtyři lokomotivy, každá jiného určení, měly být podrobeny rozsáhlým zkouškám, jejichž výsledky se měly stát podkladem pro objednávky dalších elektrických lokomotiv.
Švýcarsko prožívalo těžkou dobu – mnoho odborníků bylo nasazeno ve válce, proběhla generální stávka. Elektrifikace Gotthardské dráhy měla však být dokončena v roce 1920, proto SBB objednaly na jaře roku 1918 (10 měsíců před dodáním zkušebních lokomotiv) kromě nových lokomotiv pro osobní dopravu – Be 4/6 12303–12312 a Be 4/7 12501–12506, také sérii deseti těžkých nákladních lokomotiv pro horské tratě – Ce 6/8II 14251–14260 s uspořádáním náprav 1’C+C1’. Toto uspořádání bylo zvoleno na základě doporučení výrobce, neboť během zkoušek se u lokomotivy Ce 6/8I s jednodílnou skříní a uspořádáním (1’C)(C1’) projevily kinematické problémy s pohonem šikmými spojnicemi. Nakonec bylo navrženo jiné uspořádání spojnic i celé lokomotivy. Dva podvozky s nízkými nástavbami byly vzájemně spojeny a jako třetí část lokomotivy byla na podvozky posazena krátká skříň nepřenášející podélné síly. Vznikla tak zcela nová konstrukce, proto je někdy uváděné označení «Prototyp» pro lokomotivu Ce 6/8I mylné.

## Zadání
SBB vyžadovaly po výrobci splnění následujících podmínek:
Lokomotiva musí být schopna projet během 28 hodin 2× trasu Arth-Goldau–Chiasso se zátěží 860 t. Na stoupání větším, než 10 ‰ může být použit postrk. Obratový čas v koncových stanicích se předpokládal 15 minut.
Na trati Bellinzona–Chiasso musí být schopna sama přepravit zátěž 625 t. Parametry elektrických zařízení nesmějí při každém nasazení ani po celou dobu provozu překročit hodnoty dané příslušnými ustanoveními amerických norem.
Na sklonu 26 ‰ musí jedna lokomotiva přepravit zátěž 430 t rychlostí 35 km/h nebo 300 t rychlostí 50 km/h. Na sklonu 10 ‰ musí jedna lokomotiva přepravit zátěž 300 t rychlostí 65 km/h.
Lokomotivy musí být schopné na stoupání 26 ‰ během 15 minut vyvinout o 20 % vyšší výkon. Tažná síla při rozjezdu musí zaručit dosažení rychlosti 35 km/h / 50 km/h se zátěží 430 t / 300 t během maximálně čtyř minut.
Lokomotivy musí být vybaveny rekuperační elektrodynamickou brzdou.

## Objednávka
SBB předala objednávku výrobcům na jaře roku 1918. Objednávka dělila zakázku následovně:
- Schweizerische Lokomotiv- und Maschinenfabrik (SLM): Mechanická část.
- Maschinenfabrik Oerlikon (MFO): Elektrická část

## Nasazení
Po dodání v roce 1919 byly nové lokomotivy zpočátku nasazeny na jediné elektrifikované trati SBB – Bern–Thun–Spiez. Zde byly provozovány na napětí 7 500 V místo obvyklých 15 000 V, jelikož izolátory trakčního vedení byly znečištěny parním provozem a neměly dostatečnou izolační pevnost. Po dokončení elektrizace gotthardské trati v říjnu 1920 byly lokomotivy přesunuty sem, kde nahradily teprve 3–6 let staré parní lokomotivy řady C 5/6. Jak postupovala elektrizace, byly krokodýly nasazovány v nákladní dopravě postupně po celém Švýcarsku.
Od roku 1941 postupovaly lokomotivy rozsáhlou modernizaci, která vedla ke zvýšení výkonu i maximální rychlosti na 75 km/h. Rekonstruované lokomotivy dostaly řadové označení Be 6/8II a čísla od 13251 výše. Po druhé světové válce je z Gotthardské dráhy vytlačily nové šestinápravové lokomotivy řady Ae 6/6. Krokodýly byly většinou přesunuty na tratě v nížinách, kde v 70. a 80. letech dosloužily na přepravách písku, cukrové řepy a také na posunu.

## Vyřazování

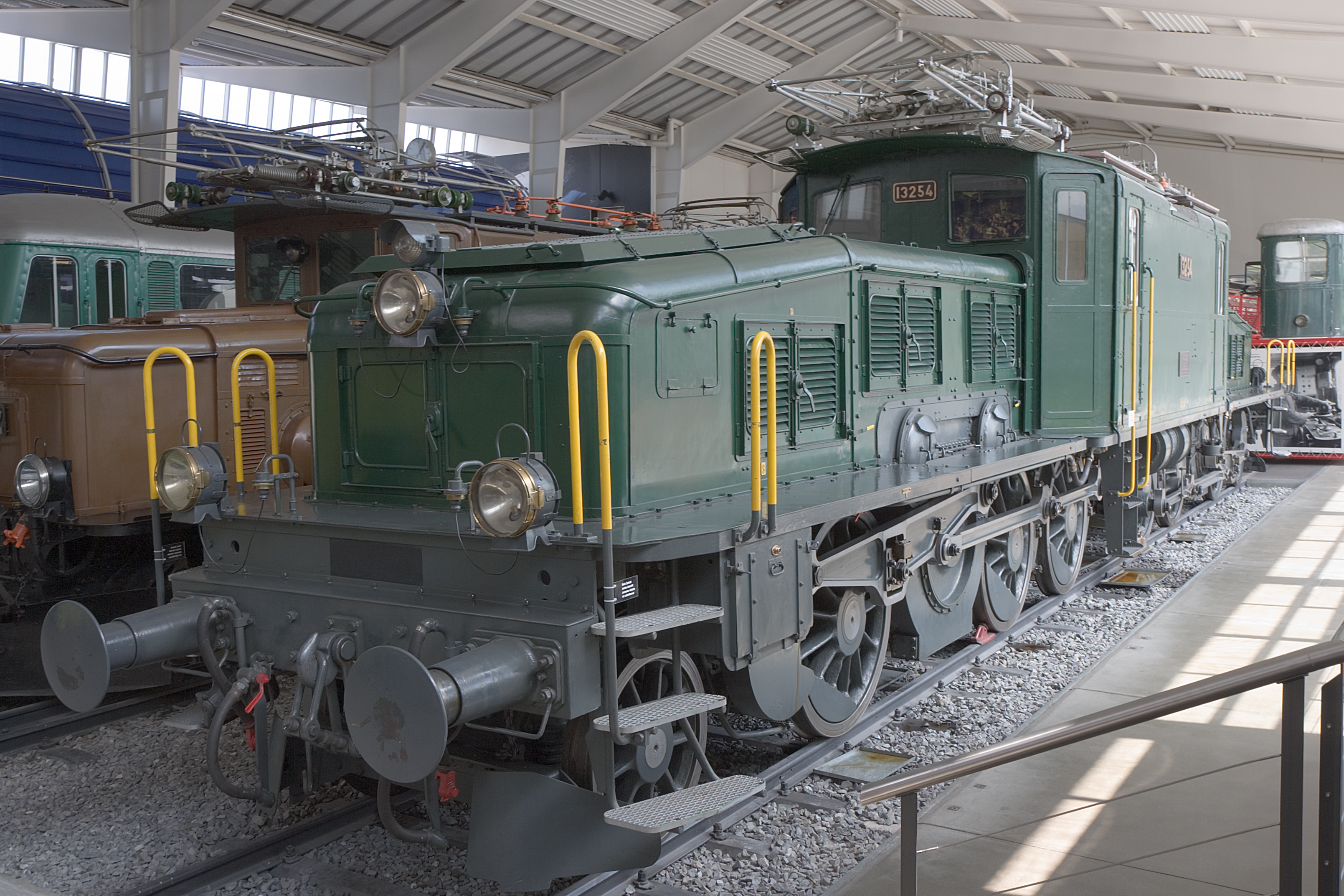
13254 v Luzernu

První Ce 6/8II byly vyřazeny v roce 1968. Nejdéle sloužily lokomotivy modifikované pro posun – v přístavních nádražích v Basileji dojezdily v roce 1986.

## Zachované stroje
- 14253 – SBB Historic
- 13257 – muzeum Jižní dráhy v Mürzzuschlagu
- 14267 – Technik Museum Speyer
- 14282 – Auto- und Technikmuseum Sinsheim
- 14276 – Club del San Gottardo
- 13254 – Verkehrshaus Luzern
- 14270 – pomník v Erstfeldu

## Popis

### Mechanická část

#### Pojezd
V každém z podvozků jsou uloženy tři hnací nápravy a před nimi jedna běžná v podobě Bisselova podvozku. Prostřední hnací náprava má příčný posuv 25 mm, běhoun se může vychýlit o 83 mm na každou stranu. Vypružení je provedeno listovými pružnicemi a dvojkolí jsou provahadlovaná.

#### Přenos tažných sil
Rámy podvozků jsou osazeny čelníky s klasickým táhlovým a narážecím ústrojím. Podvozky jsou vzájemně mechanicky spojeny. Toto spojení přenáší částečně i příčné síly, funguje proto i jako mezipodvozková vazba.

#### Pohon
Mezi první a druhou hnací nápravou každého podvozku jsou umístěny dva trakční motory opatřené na obou koncích hřídele rotoru odpruženými pastorky. Ty zabírají do ozubených kol jalového hřídele a z něj se přenášejí síly pomocí trojúhelníkovitého vahadla přes kluzné ložisko s horizontálním pohybem na první hnací nápravu. Trojúhelníkovité vahadlo je před první hnací nápravou spojeno s dalším, nepoháněným jalovým hřídelem. Tento hřídel byl zpočátku odpružen, po roce 1945 bylo vypružení demontováno, neboť svislé síly na hřídeli nedosahovaly předpokládaných hodnot a odpružení bylo zbytečné.

#### Skříň lokomotivy
Lokomotivní skříň se skládá ze tří samostatných částí – nízkých kapot na obou podvozcích a střední části, která je na podvozcích uložena prostřednictvím kuželových toren. Jedna z toren je pevně spojena s rámem podvozku, druhá má umožněn podélný pohyb, aby nedocházelo k přenosu podélných sil na skříň. Po stranách toren jsou umístěny odpružené kluznice.

#### Brzdy
Lokomotivy byly vybaveny tlakovou brzdou Westinghouse (Westinghouse-Druckluft-Doppelbremse). Hnací kola byla jednostranně obrzděna dvojitými zdržemi, běžná dvojkolí brzděna nebyla. V letech 1959–1963 byly na lokomotivy dosazovány stavěče zdrží Stopex. Ruční brzda působila na všechna hnací dvojkolí. Na každém podvozku byly namontovány čtyři písečníky.

### Elektrická část

#### Trakční obvod
Lokomotivy řady Ce 6/8II byly po mechanické stránce prakticky shodné. V elektrické části však byly výrazné rozdíly mezi jednotlivými sériemi.
Na střeše lokomotivní skříně se nacházely dva pantografové sběrače a tlumivka ve funkci bleskojistky (tzv. Blitzschutzspule). Elektropneumatický hlavní vypínač byl umístěn ve skříni na straně bez oken. Uprostřed skříně se nacházela šachta, ve které byl umístěn olejem chlazený transformátor. Nádoba transformátoru byla u strojů 14251–14273 (mimo 14264) žebrovaná. Dvě skupiny ventilátorů na spodku skříně hnaly vzduch k chlazení transformátoru šachtou vzhůru. Z důvodů uvedených výše měly lokomotivy 14251–14273 transformátor přepínatelný na napětí 7 500 a 15 000 V. Lokomotivy 14264 a 14274–14283 měly nádobu transformátoru hladkou a olej byl chlazen v odděleném chladiči. Tyto lokomotivy měly nucený oběh oleje.
Na výstupu měly transformátory dvojí vinutí s dvaceti nebo třiadvaceti odbočkami s napětími 113–567 V. Tato vinutí byla vzájemně v protifázi, což umožňovalo přivést na obě paralelně zapojené motorové skupiny napětí až 1 100 V. Oba motory v každém podvozku byly vzájemně zapojeny do série. Přepínače odboček se nacházely na obou stranách transformátoru, od stanoviště byly oddělené pouze plechovou stěnou. Lokomotivy 14251–14255 a 14258–14260 měly válcové přepínače, stejně jako Be 4/6 12301, poháněné elektrickým servomotorem ovládaným řídícím kontrolérem nebo malým svislým kolem na pultě strojvedoucího.
Válcové přepínače byly těžkopádné zařízení. Proto lokomotivy 14256, 14257 a 14261–14283 obdržely elektricky poháněný pákový přepínač. U lokomotiv 14261–14283 měl každý přepínač vlastní servomotor, lokomotivy 14266–14283 měly jeden servomotor pohánějící oba mechanicky propojené přepínače. Řídily se vodorovně orientovaným kolem na pultě strojvedoucího a měly 20 stupňů (14261–14265), resp. 23 stupňů (14266–14283).
Zcela jiný koncept řízení měly lokomotivy 14256 a 14257. Také ony měly dva mechanicky spojené voliče odboček. Tyto voliče byly ovládané mechanicky ze stanoviště velkým svislým kolem na pultě strojvedoucího. Pouze návrat do „0“ bylo možno provést servomotorem pomocí malé páčky na pultě. Obsluha těchto dvou lokomotiv byla poněkud fyzicky náročná.
V nízkých kapotách na podvozcích byly umístěny dvojice trakčních motorů a elektropneumaticky ovládané přepínače směru.
Lokomotivy byly vybaveny rekuperační brzdou. Přepínání z režimu jízdy do režimu brzdy se provádělo, pokud byl volič odboček v „0“, přepínačem jízda – brzda. Brzdící účinek se ovládal stejným způsobem, jako trakce.

#### Pomocné pohony
Pomocné pohony byly napájeny z transformátoru napětím 220 V. Jednalo se o
- dva pístové kompresory, každý pod kapotou jednoho z podvozků
- dva ventilátory, každý pro jednu motorovou skupinu
- dva ventilátory chlazení transformátoru (14251–14263, 14265–14273) nebo motor olejového čerpadla a motor ventilátoru chladiče (14264, 14274–14283)
- měnič nabíjení baterie
- topení stanoviště
- topení stupínku
- olejový radiátor (stanoviště I)

V obou kapotách podvozku byla umístěna jedna lampa. Vlevo nad pultem strojvedoucího se nacházela klapka, skrz kterou bylo možno nahlédnout pod kapotu podvozku a zkontrolovat pohledem, sluchem, i čichem, zda je vše v pořádku.

#### Vlakové topení
Vlakové topení bylo napájeno z transformátoru. U prvních deseti lokomotiv bylo možno zvolit napětí 800 V, 1 000 V a 1 200 V. U dalších strojů byly jen dvě možnosti – 800 V a 1 000 V. Napětí 1 200 V bylo později u prvních lokomotiv odstraněno, před rokem 1950 bylo zrušeno i napětí 800 V.